# 헤오르허 바케르
헤오르허 바케르(네덜란드어: George Baker, 1944년 12월 8일 ~ )는 네덜란드의 가수이다. 
그는 1967년 자신이 리더로서 기반을 둔 록 음악 밴드 "George Baker Selection"의 리드 보컬리스트 겸 기타리스트로 가수 첫 데뷔하였고 1978년 솔로 가수 데뷔하였다.
록 음악 밴드 "George Baker Selection"의 리드 보컬리스트 겸 기타리스트 시절 히트곡으로 《I've been away too long》과 《La paloma blanca》 등의 작품이 있다.

## 같이 보기
- 빌럼 다윈
- 마리스카 베레스
- 헤라르트 욜링
- 헤인체 시몬스